# Konaszówka
Konaszówka – wieś w Polsce położona w województwie małopolskim, w powiecie miechowskim, w gminie Książ Wielki.
| SIMC    | Nazwa       | Rodzaj    |
| ------- | ----------- | --------- |
| 0246505 | Kozia Ulica | część wsi |
| 0246511 | Kozłówka    | część wsi |
| 0246528 | Wysiołek    | część wsi |

W latach 1975–1998 miejscowość administracyjnie należała do województwa kieleckiego.